# Харрис, Сайриак
Сириак Харрис, он же Мутировавший Монти (англ. Cyriak Harris, Mutated Monty) (род. 19 сентября 1974 года, Брайтон, Великобритания) — британский аниматор-фрилансер, известный благодаря своим коротким сюрреалистичным анимационным роликам, многие из которых могут вызывать неоднозначную реакцию зрителей. Работает c помощью Adobe After Effects и Adobe Photoshop. Свои видео сопровождает написанной им же музыкой в стиле восьмибитных приставок, совмещённой с хаотичной игрой на ударной установке.
С 2004 года регулярно работает на британском сайте B3ta, где он и взял себе псевдоним Мутировавший Монти. В его анимациях часто преобладают британские мотивы, а также кошки, коровы и роботы.
Сириак Харрис создавал рекламные ролики для кока-колы и канала sumo.tv в 2009 году. Также он сделал несколько заставок для канала Adult Swim.
Его работы были отмечены каналом BBC.
В декабре 2009 Сириак выиграл в соревновании E4 E Stings 2009.
В декабре 2013 года он выпустил «Going Down», модификацию из 32 уровней для Doom II, шутера от первого лица 1994 года.
В марте 2018 года он начал работу над книгой " Лошадь уничтожает Вселенную" (англ. Horse Destroys The Universe), частично финансируемую с помощью краудфандинга. Книга была опубликована в сентябре 2019 года. В ней рассказывается об ученых, которые проводят эксперименты над лошадью по имени Лютик, наделяя ее сверхчеловеческим интеллектом, а в итоге превращают во всемогущее существо и уничтожают Вселенную.